# Australia Cup (1962)
Australia Cup 1962 – pierwsza edycja australijskiego krajowego pucharu piłkarskiego Australia Cup. W rozgrywkach wzięło udział 16 drużyn z czterech stanów: Australia Południowa, Nowa Południowa Walia, Queensland i Wiktoria. W ramach rozgrywek zostały przeprowadzone trzy rudny eliminacyjne (runda I, ćwierćfinał, półfinał), z których zwycięska para wchodziła do finału a pokonana para rozgrywała spotkanie o III. miejsce. Nagroda pieniężna w I edycji turnieju wyniosła 5 tys. funtów szterlingów. W inauguracyjnym sezonie zwyciężyła drużyna Yugal, która pokonała w finale drużynę St George Budapest. Trzecie miejsce zdobyła drużyna Adelaide Juventus.

## Uczestnicy Australia Cup 1962
| - APIA Leichhardt (FNSW) - St George Budapest (FNSW) - Sydney Hakoah (FNSW) - Yugal (FNSW) - Footscray JUST (FFV) - Melbourne Juventus (FFV) - South Melbourne Hellas (FFV) - Wilhelmina (FFV) |  | - Adelaide Budapest (FFSA) - Adelaide Juventus (FFSA) - Adelaide Croatia (FFSA) - Brisbane Azzurri (FQ) - Brisbane Hellenic (FQ) - Oxley United FC (FQ) - Adamstown Rosebud FC (NNSWF) - Toronto Awaba (NNSWF) |

W rozgrywkach wzięło udział 16 drużyn z pięciu federacji stanowych:
- Football NSW (FNSW, Nowa Południowa Walia): 4 drużyny;
- Football Federation Victoria (FFV, Wiktoria): 4 drużyny;
- Football Federation South Australia (FFSA, Australia Południowa): 3 drużyny;
- Football Queensland (FQ, Queensland): 3 drużyny;
- Northern NSW Football (NNSWF, północna część Nowej Południowej Walii): 2 drużyny.

## Rozgrywki

### Runda I
| 4 listopada 1962 | South Melbourne Hellas · G. Papadopoulos | 1 – 2Raport | Yugal · M. Stojakovic · E. Schwartz | Olympic Park Stadium, Melbourne Widzów: 14 000 Sędzia: Bill Hosie |
|                  |                                          |             |                                     |                                                                   |

|  | Adelaide Juventus | 3 – 2Raport | Brisbane Azzurri | Adelaide |
|  |                   |             |                  |          |

| 10 listopada 1962 | St George Budapest · J. Galambos · J. Medina · H. Stegbauer · J. Vasvary | 5 – 2Raport | Oxley United FC · G. Arrowsmith | Sydney Widzów: 2 125 |
|                   |                                                                          |             |                                 |                      |

| 11 listopada 1962 | Melbourne Juventus · R. Acunzo · Pagotto | 3 – 1Raport | Adelaide Croatia · Turic | Olympic Park Stadium, Melbourne Widzów: 7 500 Sędzia: Roy Pierce |
|                   |                                          |             |                          |                                                                  |

|  | Toronto Awaba | 1 – 7Raport | APIA Leichhardt | Newcastle |
|  |               |             |                 |           |

|  | Brisbane Hellenic | 0 – 1Raport | Sydney Hakoah | Brisbane |
|  |                   |             |               |          |

| 18 listopada 1962 | Footscray JUST · V. Mladenovic | 1 – 3Raport | Adelaide Budapest · S. Herczeg · ? | Olympic Park Stadium, Melbourne Sędzia: Frank Sbisa |
|                   |                                |             |                                    |                                                     |

|  | Adamstown Rosebud FC | 0 – 2Raport | Wilhelmina | Newcastle |
|  |                      |             |            |           |

### Ćwierćfinały
| 18 listopada 1962 | Sydney Hakoah · K. Jaros | 2 – 6Raport | Adelaide Juventus · D. Howlett · J. Moriarty · A. Fegorara | Wentworth Park, Sydney Widzów: 4 545 |
|                   |                          |             |                                                            |                                      |

| 25 listopada 1962 | Yugal · T. Nincevich · T. Jelisavcic · F. Dunaj | 3 – 2Raport | APIA Leichhardt · B. Morrow | Wentworth Park, Sydney Widzów: 9 308 |
|                   |                                                 |             |                             |                                      |

| 25 listopada 1962 | Wilhelmina | 0 – 2Raport | St George Budapest · J. Medina · J. Galambos | Olympic Park Stadium, Melbourne |
|                   |            |             |                                              |                                 |

| 25 listopada 1962 | Melbourne Juventus · S. Bukkos k. 20' | 1 – 0Raport | Adelaide Budapest | Olympic Park Stadium, Melbourne |
|                   |                                       |             |                   |                                 |

### Półfinały
| 2 grudnia 1962 | Melbourne Juventus · R. Acunzo | 1 – 2Raport | Yugal · T. Nincevich · T. Jelisavcic | Olympic Park Stadium, Melbourne Widzów: 7 000 |
|                |                                |             |                                      |                                               |

| 2 grudnia 1962 | Adelaide Juventus | 0 – 3Raport | St George Budapest · J. Medina · M. Krgin | Hindmarsh Stadium, Adelaide Widzów: 5 000 |
|                |                   |             |                                           |                                           |

### Mecz o III. miejsce
| 9 grudnia 1962 | Melbourne Juventus · F. Barbazza 37' | 1 – 1 (dog.) k. 3:4Raport | Adelaide Juventus · 81' Faraone |  |
|                |                                      |                           |                                 |  |

Dogrywka rozgrywana była w formacie 6 części, każda z części trwała 5 minut. W dogrywce o wygranej decydował złoty gol. Jako że żadna z drużyn nie strzeliła gola o wygranej decydowały rzuty karne. Rzuty karne trwały pięć serii i wykonywane były przez jednego zawodnika z każdej drużyny, byli to: Steve Bukkos z Melbourne Juventus oraz Bruno Esca z Adelaide Juventus.

### Finał
| 9 grudnia 1962 | Yugal · T. Jelisavcic · E. Schwartz · T. Nincevich · S. Pacanin | 8 – 1Raport | St George Budapest · D. Buchanan | Wentworth Park, Sydney Widzów: 11 014 |
|                |                                                                 |             |                                  |                                       |

| Zdobywca Australia Cup 1962 |
| --------------------------- |
| Yugal 1. tytuł w historii   |